# Alessio Innocenti
Alessio Innocenti (Buenos Aires; 4 de febrero de 1993) es un futbolista argentino. Se desempeña como centrocampista y su equipo actual es Folgore Caratese de la Serie D de Italia.

## Trayectoria
Surgido del A.C. Milan, fue cedido durante toda su carrera a equipos del ascenso de Italia, pasando por Estudiantes de su país natal y ND Gorica de Eslovenia.

## Selección Sub-20 de Argentina
Fue tentado para jugar en la Selección de fútbol sub-20 de Italia, sin embargo él prefirió jugar por su país natal. Fue preseleccionado por Marcelo Trobbiani para jugar en la  Selección de fútbol sub-20, donde jugó un partido amistoso en la derrota contra la Selección sub-20 de Alemania, sin embargo no fue convocado para el Campeonato Sudamericano de Fútbol Sub-20 de 2013, donde la selección fue eliminada en primera ronda.

## Clubes
| Club              | País      | Año         |
| ----------------- | --------- | ----------- |
| A.C. Milan        | Italia    | 2011-2012   |
| Pro Vercelli 1892 | Italia    | 2012        |
| Estudiantes       | Argentina | 2013        |
| FC Südtirol       | Italia    | 2013-2014   |
| Barletta Calcio   | Italia    | 2014        |
| ND Gorica         | Eslovenia | 2014-2015   |
| A.S. Melfi        | Italia    | 2015 - 2016 |
| Folgore Caratese  | Italia    | 2016 - 2017 |
|                   |           |             |

## Estadísticas
- Actualizado al 22 de enero de 2013.

| Club                              | Temporada           | Liga  | Liga  | Copa Nacional1 | Copa Nacional1 | Copa Internacional | Copa Internacional | Selección Nacional | Selección Nacional | Total | Total | Prom. · |
| Club                              | Temporada           | Part. | Goles | Part.          | Goles          | Part.              | Goles              | Part.              | Goles              | Part. | Goles | Prom. · |
| --------------------------------- | ------------------- | ----- | ----- | -------------- | -------------- | ------------------ | ------------------ | ------------------ | ------------------ | ----- | ----- | ------- |
| A.C. Milan Primavera · Italia     | 2011-2012           | 26    | 5     | -              | -              | -                  | -                  | -                  | -                  | 26    | 5     | 0,19    |
| A.C. Milan Primavera · Italia     | Total               | 27    | 6     | -              | -              | -                  | -                  | -                  | -                  | 27    | 6     | 0,22    |
| Pro Vercelli · Italia             | 2012                | 4     | 1     | -              | -              | -                  | -                  | 1                  | 0                  | 5     | 1     | 0,20    |
| Pro Vercelli · Italia             | Total               | 4     | 1     | -              | -              | -                  | -                  | 1                  | 0                  | 5     | 1     | 0,20    |
| Estudiantes de La Plata Argentina | 2013                |       |       |                |                |                    |                    |                    |                    |       |       |         |
| Estudiantes de La Plata Argentina | Total               | -     | -     | -              | -              | -                  | -                  | -                  | -                  | -     | -     | -       |
| Total en su carrera               | Total en su carrera | 31    | 7     | -              | -              | -                  | -                  | 1                  | 0                  | 32    | 7     | 0,21    |